# 큰윌프레드쥐
큰윌프레드쥐(Wilfredomys oenax)는 비단털쥐과 목화쥐아과에 속하는 남아메리카 설치류의 일종이다. 브라질 남부와 우루과이의 아열대 저지대 숲에서 발견된다. 큰윌프레드쥐속(Wilfredomys)의 유일종이다. 어느 정도 나무 위 생활을 한다.